# Lespesia pollinosa
Lespesia pollinosa är en tvåvingeart som beskrevs av Thompson 1966. Lespesia pollinosa ingår i släktet Lespesia och familjen parasitflugor. Inga underarter finns listade i Catalogue of Life.